# 드라이브스루

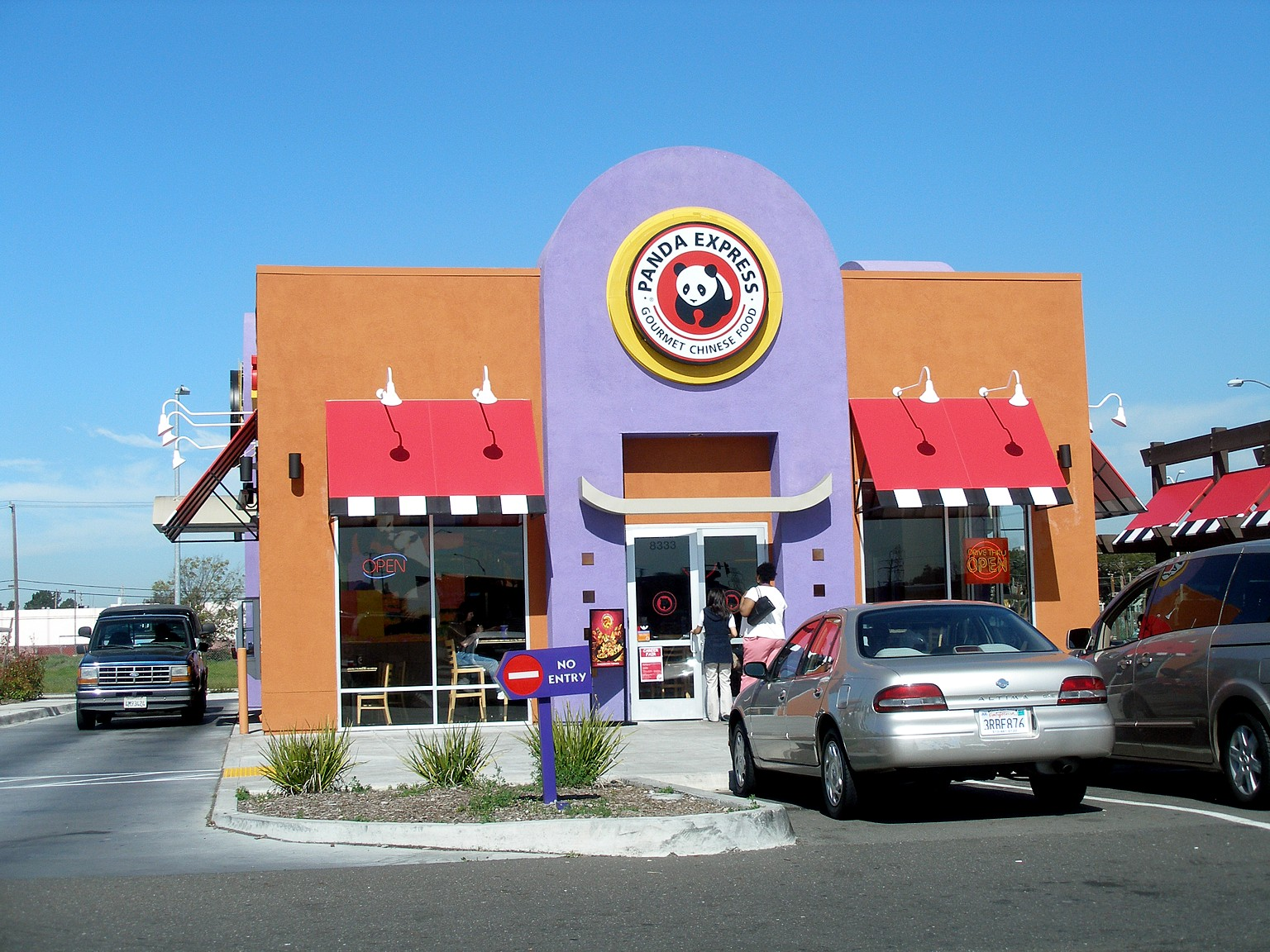
판다 익스프레스 1호점 식당은 드라이브 스루 창이 있는 식당이며 캘리포니아 주의 오클랜드에 위치하여 있다.

드라이브 스루(Drive-through)는 고객이 차에서 내리지 않고 제품을 구매하는 포장 서비스의 일종이다. 이 형식은 1930년대 미국에서 시작되었으며, 이후 다른 국가로 퍼져나갔다.
1930년 미주리주 세인트루이스의 그랜드 내셔널 은행에 드라이브업 창구 직원이 설치되었다. 당시 드라이브업 창구는 입금만 허용했다.
드라이브스루는 일반적으로 입구에서 마이크를 사용하여 하고, 창구에서 직접 수령한다. 차를 매장으로 몰고 들어가 주차하는 드라이브인 서비스와 달리 물건을 받고 바로 매장을 빠져나오는 구조가 일반적이며, 정체가 있을 경우 창구에서 주문하고 지정 장소에 주차하는 형식도 있지만, 매장에서 식사를 하지는 않는다.
드라이브 스루는 일반적으로 드라이브 스루 차선 위에 표지판을 설치하여 고객에게 어떤 차선이 영업 중인지 알려준다. 

## 설명
마이크로폰을 이용하여 주문을 받는 것이 흔하며 창가에 있는 사람이 물건을 건넨다. 드라이브 스루는 여러 방면에서 드라이브 인과는 다르다. 드라이브 스루의 경우 한 방향으로 한 줄을 만들어 지키면서 주차를 하지 않지만,
드라이브 인의 경우 차끼리 맞대며 주차를 할 수 있으며 직원이 차창을 통하여 음식을 건네면 차를 세운 바로 그 자리에 남아 먹거리를 먹을 수 있다.
드라이브 스루는 대중 문화 속에서 드라이브인을 대신하여 왔으며 지금은 현대의 수많은 미국 패스트푸드 연쇄점에서 볼 수 있다. 드라이브 스루가 있는 가게는 "드라이브 스루"라고 간단히 줄여 말하거나 "드라이브 스루 식당", "드라이브 스루 은행"과 같은 용어를 사용하기도 한다.

## 코로나바이러스감염증-19

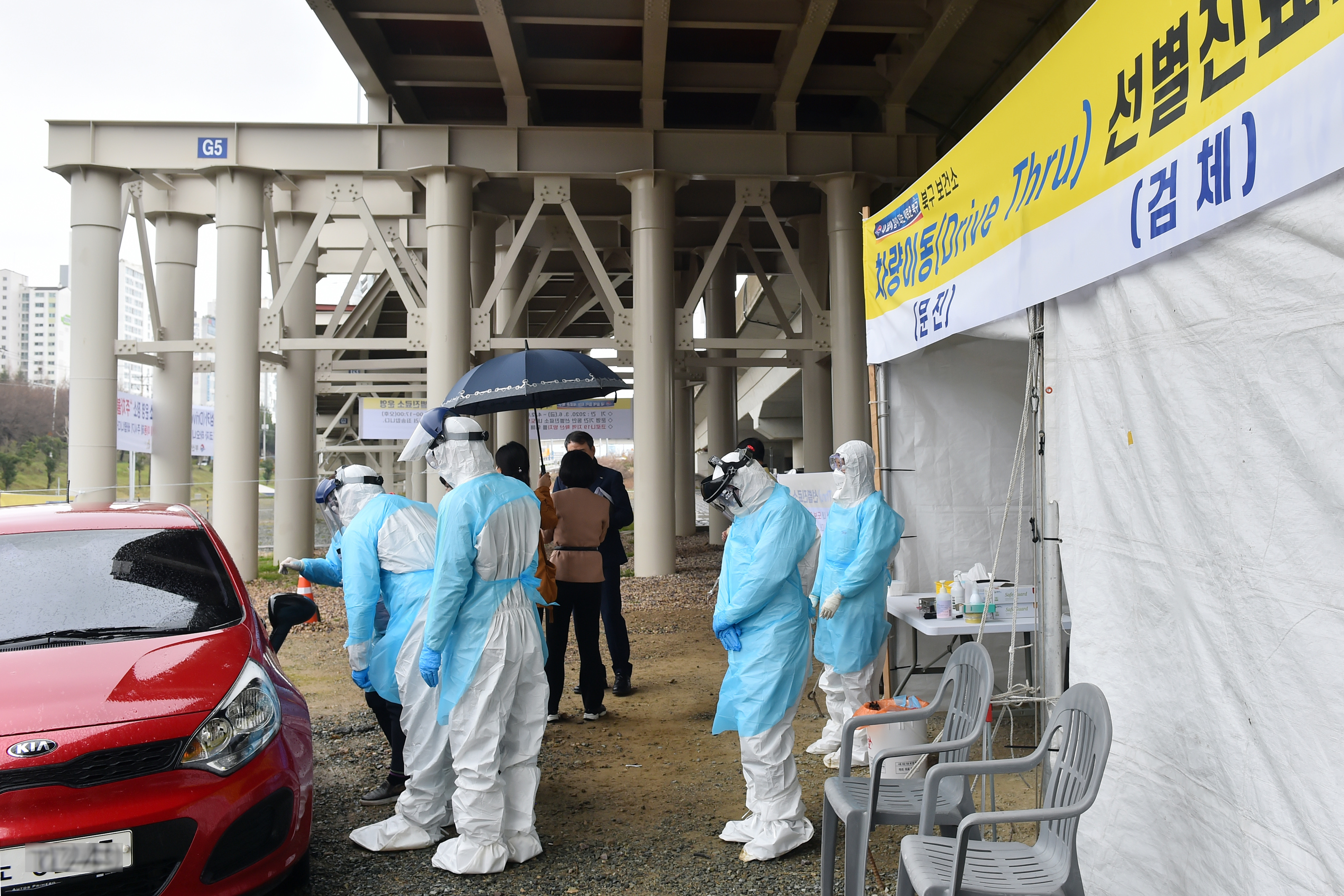
부산 북구 구포시장에 설치된 코로나19 드라이브 스루 선별진료소

이 방안이 처음 제안된 것은 2009년 신종 플루 사태 당시 미국 스탠포드 대학에서이다. 단, 이때는 실험에 그치고 공식적으로 시행된 것은 아니었다.
2020년 2월 23일, 한국은 코로나19 검사의 방법으로 드라이브 스루를 개발했다. 차에 탄 채로 동선을 따라 접수부터 문진, 체온 측정, 코와 입에서 검체 채취, 소독 등을 마치는 데 걸리는 시간은 불과 10분. 일반 선별 진료소의 세 배에 달하는 시간당 6건을 처리할 수 있다. 아이디어는 코로나19 '국내 1번 확진자' 주치의인 인천의료원 김진용 감염내과 과장이 냈다. 신천지 사태로 검진 대상자가 폭증하자 진료와 차량의 결합을 고안했고, 칠곡경북대병원이 처음 드라이브 스루를 설치했다. 이후 전국으로 확대, 현재 50여 곳이 운영 중이다. 드라이브 스루 선별 진료소는 CNN, AFP 등 세계 주요 언론이 '혁신적 아이디어'라고 했고, 미국, 영국, 독일 등 여러 나라에서 앞다퉈 벤치마킹했다.

## 같이 보기
- 드라이브 인